# جزفتن علیا
جزفتن علیا، روستایی از توابع بخش اسماعیلی شهرستان عنبرآباد در استان کرمان ایران است.
جزفطن علیا
از شمال به شهرستان جیرفت از جنوب به شهرستان کهنوج ازغرب به شهر بلوک از  شرق با شهرستان رودبار همسایست زبان مردم روستای جزفطن کهنوجی رودباری ست مردم روستای جزفطن از پیش از انقلاب در این سرزمین زندگی می کردن شغل اصلی این مردم کشاورزی و دام داریست در دوره جنگ ایران عراق این روستای کم جمعیت جوانان زیادی را راهی جبهه جنگ کرد بعداز پایان جنگ ۵شهید و بالای ۲۰ جانباز دارد این روستا ۷۵کیلومتر از مرکز شهرستان جیرفت فاصله دارد  
ویرایش توسط:احسان شاهی جزفطن

## جمعیت
این روستا در دهستان گنج‌آباد قرار دارد و براساس سرشماری مرکز آمار ایران در سال ۱۳۸۵، جمعیت آن ۷۵۸ نفر (۱۶۶خانوار) بوده‌است.